# Ben Kilner
Ben Kilner (* 21. August 1988 in Aberdeen) ist ein ehemaliger britischer Snowboarder. Er startete in den Disziplinen Halfpipe und Big Air und nahm an zwei Olympischen Winterspielen sowie vier Snowboard-Weltmeisterschaften teil.

## Werdegang
Kilner trat international erstmals bei den Juniorenweltmeisterschaften 2003 in Prato Nevoso in Erscheinung. Dort belegte er den 68. Platz in der Halfpipe und den 67. Rang im Snowboardcross. Im folgenden Jahr kam er bei den Juniorenweltmeisterschaften auf den 103. Platz im Snowboardcross, auf den 53. Rang in der Halfpipe und auf den 33. Platz im Big Air. In der Saison 2004/05 errang er bei den Snowboard-Weltmeisterschaften 2005 in Whistler den 38. Platz in der Halfpipe und nahm im Februar 2005 in Bardonecchia erstmals am Snowboard-Weltcup teil, wobei er die Plätze 51 und 47 errang. Zudem wurde er beim Europäischen Olympischen Winter-Jugendfestival 2005 in Monthey Achter in der Halfpipe und belegte bei den Juniorenweltmeisterschaften 2005 in Zermatt den 24. Platz in der Halfpipe. In den folgenden Jahren belegte er bei den Juniorenweltmeisterschaften 2006 im Vivaldi Park den 46. Platz im Big Air sowie den 43. Rang in der Halfpipe, bei den Snowboard-Weltmeisterschaften 2007 in Arosa den 51. Platz in der Halfpipe und bei den Juniorenweltmeisterschaften 2008 in Chiesa in Valmalenco den 52. Platz im Big Air sowie den 13. Rang in der Halfpipe. In der Saison 2008/09 errang er mit Platz neun in der Halfpipe in Chiesa in Valmalenco seine erste Top-Zehn-Platzierung im Weltcup und bei den Snowboard-Weltmeisterschaften 2009 in Gangwon den 42. Platz in der Halfpipe. In der folgenden Saison kam er im Weltcup zweimal unter die ersten Zehn. Dabei erreichte er mit Platz drei in der Halfpipe in Calgary seine einzige Podestplatzierung im Weltcup und zum Saisonende mit dem 40. Platz im Gesamtweltcup sowie dem zehnten Rang im Halfpipe-Weltcup seine besten Gesamtergebnisse. Beim Saisonhöhepunkt, den Olympischen Winterspielen 2010 in Vancouver, errang er den 18. Platz in der Halfpipe. Bei den Snowboard-Weltmeisterschaften 2013 im Stoneham kam er auf den 16. Platz und bei den Olympischen Winterspielen 2014 in Sotschi auf den 34. Rang in der Halfpipe. Seinen 45. und damit letzten Weltcup absolvierte er im Februar 2016 in Park City, welchen er auf dem 33. Platz in der Halfpipe beendete.

## Teilnahmen an Weltmeisterschaften und Olympischen Winterspielen

### Olympische Winterspiele
- 2010 Vancouver: 18. Platz Halfpipe
- 2014 Sotschi: 34. Platz Halfpipe

### Snowboard-Weltmeisterschaften
- 2005 Whistler: 38. Platz Halfpipe
- 2007 Arosa: 51. Platz Halfpipe
- 2009 Gangwon: 42. Platz Halfpipe
- 2013 Stoneham: 16. Platz Halfpipe

## Weltcup-Gesamtplatzierungen
| Saison  | Gesamt/Freestyle | Gesamt/Freestyle | Halfpipe | Halfpipe | Big Air | Big Air |
| Saison  | Punkte           | Platz            | Punkte   | Platz    | Punkte  | Platz   |
| ------- | ---------------- | ---------------- | -------- | -------- | ------- | ------- |
| 2004/05 | -                | -                | 32       | 90.      | -       | -       |
| 2005/06 | 322              | 176.             | 322      | 59.      | -       | -       |
| 2006/07 | 70               | 228.             | 70       | 74.      | -       | -       |
| 2007/08 | 467              | 147.             | 467      | 43.      | -       | -       |
| 2008/09 | 986              | 81.              | 974      | 27.      | 12      | 129.    |
| 2009/10 | 1430             | 40.              | 1250     | 10.      | 180     | 46.     |
| 2010/11 | 12               | 171.             | -        | -        | 12      | 123.    |
| 2011/12 | 220              | 79.              | –        | –        | 220     | 29.     |
| 2012/13 | 522              | 41.              | 522      | 24.      | –       | –       |
| 2013/14 | 214              | 81.              | 214      | 42.      | –       | –       |
| 2015/16 | 130              | 107.             | 130      | 47.      | –       | –       |